# О демократической памяти
Закон о демократической памяти в Испании (исп. Ley de Memoria Democrática) — это законодательный акт, принятый в 2022 году, целью которого является признание, восстановление и увековечение памяти жертв диктатуры Франко и гражданской войны в Испании. Этот закон стал продолжением и расширением более раннего закона исторической памяти 2007 года.

## Состав закона
Состав закона:
- Закон официально признаёт и чтит память всех, кто пострадал от репрессий с 1936 по 1978 год (от начала гражданской войны до принятия демократической Конституции).
- Осуждение франкизма (его символы и пропаганда подлежат удалению из общественных пространств).
- Обязанность удалить памятники, названия улиц, гербы и другие элементы, прославляющие диктатуру Франко.
- Поиск и идентификация жертв (государство берет на себя ответственность за эксгумацию массовых захоронений, поиск пропавших без вести и ДНК-идентификацию жертв.
- Введение темы диктатуры и гражданской войны в школьную программу. Создание архивов и музеев, связанных с памятью о борьбе за демократию.
- Все приговоры, вынесенные военными и политическими трибуналами во время режима Франко, аннулируются. Жертвы получат моральную и, в некоторых случаях, материальную компенсацию.
- Потомки испанцев, эмигрировавших по политическим причинам, получают право на гражданство Испании без необходимости отказываться от своего гражданства по рождению.

## История принятия закона
- В 2007 году при правительстве Хосе Луиса Родригеса Сапатеро (PSOE) был принят закон исторической памяти. Он стал первой попыткой официального признания жертв режима Франко, но его реализация была ограниченной.
- После смены власти и прихода к власти консерваторов (Partido Popular), выполнение закона практически остановилось.

Новый проект (2020):
- После формирования коалиционного правительства PSOE и Unidas Podemos в 2020 году, они инициировали разработку нового закона.
- Его цель — не просто признать жертв, а гарантировать активную государственную политику памяти, в том числе эксгумацию массовых захоронений.

Голосование и принятие закона:
Первое голосование в Конгрессе депутатов (14 июля 2022):
- Поддержали: PSOE, Unidas Podemos, Más País и некоторые региональные партии (Баскония, Каталония).
- Против: Partido Popular, Vox, Ciudadanos, CUP.
- Воздержались: PNV, ERC.

Итог:
- 173 «за»
- 159 «против»
- 14 воздержались

Окончательное утверждение Сенатом (5 октября 2022):
- Закон прошёл через верхнюю палату (Сенат) с небольшим перевесом.
- В конечном итоге закон был окончательно утверждён и вступил в силу после публикации в BOE (Boletín Oficial del Estado)

## Споры и критика
Принятие закона было обьектом споров:
- Левые каталонские и баскские партии критиковали закон как «мягкий» — они хотели уголовной ответственности за преступления режима Франко.
- Правые партии, особенно Vox и Partido Popular, считали, что закон «разделяет общество» и «использует прошлое для политических целей».
- Были даже предложения отменить закон, если правые вернутся к власти.

1. ↑  Споры и критика